# Plaza & Janés
Plaza & Janés Editores S.A. este o editură spaniolă fondată în 1959 la Barcelona.
În 1984 grupul Bertelsmann a achiziționat compania spaniolă, în 2001 a format joint-venture-ul Random House Mondadori și astăzi face parte din Penguin Random House Grupo Editorial.

## Istoric și profil
Plaza & Janés Editores S.A. a fost înființată în 1959 cprin fuziunea caselor editoriale ale lui Germán Plaza (Ediciones Cliper) și ale editorului și poetului Josep Janés i Olivé. Compania s-a extins cu rapiditate și avea deja în anii 1970 o prezență importantă pe piața editorială spaniolă și latino-americană. În 1984 concernul german de comunicații Bertelsmann a achiziționat compania și în 2001 ea a format un joint-venture cu Mondadori, denumit Random House Mondadori.
În catalogul editurii figurează autori de talie internațională precum Stephen King, John le Carré, Ken Follett, Mika Waltari, George R. R. Martin și Isabel Allende, precum și scriitori spanioli ca Javier Reverte, José Luis Sampedro, Adelaida García Morales și Julia Navarro. Au fost publicate, de asemenea, autoare cunoscute de bestselleruri ca Danielle Steel și Marian Keyes.
În afară de publicarea unor scriitori consacrați editura sprijină, de asemenea, scriitorii talentați mai tineri precum Félix J. Palma, Ignacio del Valle, Jorge Díaz sau Patrick Rothfuss.
Editura publică diferite genuri literare: romane de aventură, romane de dragoste, cărți de non-ficțiune, cărți pe teme culturale, politice și de actualitate, biografii, cărți pe teme variate: cinematografie, televiziune, îngrijirea sănătății sau gastronomie.